# Sex Education
Sex Education – brytyjski serial komediowo-dramatyczny stworzony przez Laurie Nunn, który swoją premierę miał 11 stycznia 2019 roku na platformie Netflix. Gwiazdami serialu są: Gillian Anderson, Asa Butterfield, Emma Mackey, Ncuti Gatwa, Connor Swindells i Kedar Williams-Stirling. 
Premiera drugiego sezonu serialu odbyła się 17 stycznia 2020 roku, a trzeciego sezonu 17 września 2021 roku. 25 września 2021 Netflix zapowiedział realizację ostatniego czwartego sezonu, który został wydany 21 września 2023.

## Fabuła
Serial opowiada historię nastoletniego Otisa, który posiada ogromną wiedzę na temat seksu, ponieważ jego matka Jean jest seksuolożką. Po rozwodzie rodziców właśnie przez nią jest wychowywany. Często przysłuchuje się prowadzonym przez nią sesjom terapeutycznym. Zawód wykonywany przez matkę, kontrola przez nią sprawowana, oraz trauma spowodowana odejściem ojca (który zdradził Jean z jedną z jej pacjentek) sprawiły, że Otis, sam niedoświadczony seksualnie, zmaga się z fobią dotyczącą własnej seksualności. Mimo tego, za sprawą serii wydarzeń, zostaje nieformalnym szkolnym seksuologiem. Razem z potrzebującą pieniędzy koleżanką Maeve zakładają szkolną klinikę, która pomaga nastolatkom z ich szkoły radzić sobie z problemami powiązanymi z ich życiem seksualnym. Otis pomaga nastolatkom w lepszym zrozumieniu seksualności oraz w sprawach łóżkowych.

## Obsada

### Postacie pierwszoplanowe
- Asa Butterfield jako Otis, nieśmiały nastolatek, który zmaga się z tym, że jego matka jest seksuologiem i wtrąca się do jego życia erotycznego;
- Gillian Anderson jako dr Jean F. Milburn, znana seksuolog i matka Otisa, jest rozwódką, która miewa mężczyzn na jedną noc;
- Ncuti Gatwa jako Eric Effiong, najlepszy przyjaciel Otisa. Pochodzi z bardzo religijnej rodziny, w której próbuje żyć jako homoseksualny syn;
- Emma Mackey jako Maeve Wiley, wyrzutek społeczny i „zła dziewczyna”, która zaprzyjaźnia się z Otisem i zakłada razem z nim szkolną klinikę;
- Connor Swindells jako Adam Groff, syn dyrektora i szkolny łobuz. To po rozmowie z nim zaczyna się przyjaźń Otisa z Maeve i szkolna klinika;
- Kedar Williams-Stirling(inne języki) jako Jackson Marchetti, przewodniczący szkoły Moordale Secondary School, pływak. Angażuje Otisa w pomoc w zdobyciu Maeve;
- Alistair Petrie(inne języki) jako pan Groff, dyrektor szkoły Moordale Secondary School oraz ojciec Adama;
- Mimi Keene jako Ruby, dziewczyna należąca do grupy popularnych osób w szkole zwanej „The Untouchables”. Znajduje się w tarapatach, kiedy ktoś rozsyła jej intymne zdjęcia;
- Aimee Lou Wood jako Aimee Gibbs, dziewczyna należąca do grupy popularnych osób w szkole zwanej „The Untouchables”. Przyjaźni się z Maeve, jednak ukrywa ten fakt;
- Chaneil Kular jako Anwar, lider grupy popularnych osób zwanej "The Untouchables" i jedyny inny zdeklarowany gejowski uczeń w szkole oprócz Erica;
- Simone Ashley(inne języki) jako Olivia, dziewczyna należąca do grupy popularnych osób w szkole zwanej „The Untouchables” (sezony 1-3.)[7];
- Tanya Reynolds(inne języki) jako Lily Iglehart, niewyżyta seksualnie dziewczyna pisząca erotyczne opowiadania (sezony 1-3.)[7];
- Mikael Persbrandt jako Jakob Nyman, wdowiec, hydraulik pochodzący ze Szwecji, ojciec Oli;
- Patricia Allison jako Ola Nyman, córka Jakoba i przyjaciółka oraz dziewczyna Otisa (sezony 1-3.)[7];
- Anne-Marie Duff jako Erin, matka Maeve i Seana, która pojawia się ponownie i próbuje naprawić sytuację (sezon 2.);
- Sami Outalbali(inne języki) jako Rahim, uczeń pochodzący z Francji, który wykazuje zainteresowanie Erickiem (sezon 2.);
- Chinenye Ezeudu(inne języki) jako Vivienne „Viv” Odusanya, dziewczyna, korepetytorka Jacksona i członkini zespołu quizowego (sezon 2.).
- Jemima Kirke jako Hope Haddon, nowa dyrektorka szkoły w Moordale Secondary School (sezon 3.).[8]
- Andi Osho(inne języki) jako Nicky Bowman, mama Cala (sezon 4.)[9]
- Dan Levy jako Thomas Molloy (sezon 4.)[10]

### Postacie drugoplanowe
- Jim Howick(inne języki) jako Colin Hendricks, nauczyciel przedmiotów ścisłych;
- Rakhee Thakrar(inne języki) jako Emily Sands, nauczycielka języka angielskiego (sezony 1-3)[7];
- James Purefoy jako Remi Milburn, ojciec Otisa i były mąż Jean, od rozwodu mieszka w Ameryce i rozmawia z synem jedynie przez internet;
- Samantha Spiro(inne języki) jako Maureen Groff, żona dyrektora Groffa i matka Adama Groffa;
- Hannah Waddingham jako Sofia Marchetti, jedna z matek Jacksona Marchetti, przygotowuje go do zawodów pływackich;
- Sharon Duncan-Brewster(inne języki) jako Roz Marchetti, biologiczna matka Jacksona Marchetti;
- DeObia Oparei(inne języki) jako pan Effiong, ojciec Ericka (sezon 1.);
- Doreene Blackstock jako pani Effiong, matka Ericka;
- Lisa Palfrey(inne języki) jako Cynthia, właścicielka parku karawanowego, w którym mieszka Maeve Wiley;
- Joe Wilkinson(inne języki) jako mąż Cynthii;
- Edward Bluemel(inne języki) jako Sean Wiley, brat Maeve Wiley (sezon 1.);
- Dua Saleh(inne języki) jako Cal, niebinarny uczeń w Moordale (sezon 3.);[8]
- Jason Isaacs jako Peter Groff, starszy brat  Michael Groffa (sezon 3.);
- Indra Ové(inne języki) jako Anna, przybrana matka młodszej przyrodniej siostry Maeve, Elsie (sezon 3.);
- Robyn Holdaway jako Layla, niebinarna uczennica szkoły w Moordale (sezon 3.).

## Produkcja
28 listopada 2017 Netflix zamówił produkcję serialu. Seria została stworzona przez Laurie Nunn i Bena Taylora. Producentami wykonawczymi zostali Jamie Campbell i Joel Wilson za pośrednictwem ich firmy producenckiej Eleven. W dniu 4 grudnia 2018 ogłoszono, że premiera odbędzie się 11 stycznia 2019 roku.
17 maja 2018 ogłoszono, że Gillian Anderson, Asa Butterfield, Ncuti Gatwa, Connor Swindells i Kedar Williams-Stirling dołączyli do głównej obsady serii. W dniu 16 lipca 2018 do obsady dołączył również James Purefoy. Oficjalny zwiastun został udostępniony 2 stycznia 2019 roku.
W lutym 2019  Netflix zapowiedział realizację drugiego, ośmioodcinkowego sezonu serialu.
W połowie lutego 2020 Netflix potwierdził produkcję trzeciego sezonu.
W czerwcu 2021 ogłoszono, że premiera trzeciego sezonu serialu zostanie wyemitowana 17 września po prawie dwudziestomiesięcznej przerwie z powodu pandemii koronawirusa. Do obsady trzeciego sezonu dołączyli Jason Isaacs, Dua Saleh, Jemima Kirke oraz Indra Ové.

## Odbiór
Seria ta spotkała się z pozytywną reakcją krytyków. Na stronie Rotten Tomatoes seria uzyskała wynik 89%, ze średnią oceną 8.09 na 10 w oparciu o 35 recenzji. Krytyczny konsensus strony internetowej brzmi: "Sprośny, szczery i zaskakująco mądry, serial Sex Education to szalenie zabawne przedstawienie grupy nastolatków, których seksualne niepowodzenia są zaprezentowane w tak przemyślany sposób, że dorośli mogliby się z nich czegoś nauczyć." Metacritic, wykorzystując średnią ważoną, przypisuje serii wynik 81 na 100 w oparciu o 16 krytyków, wskazując "powszechne uznanie."
Liz Shannon Miller z IndieWire przyznała serialowi ocenę "A-", pisząc: "Choć jest to historia dzieciaków z pełnymi młodocianej werwy wahaniami w przyjaźniach i związkach, Sex Education robi wiele rzeczy naprawdę dobrze. Najważniejszą z nich jest stworzenie licealnego świata, który wydaje się w pełni rozwinięty - do pewnego stopnia realistyczny, ale z cechami filmów Johna Hughesa, które umożliwiają eskapizm." Lewis Knight z The Daily Mirror nagrodził serial pięcioma gwiazdkami, zauważając, że dzięki "utalentowanemu zespołowi i wyraźnemu stawianiu czoła seksualności u młodych ludzi (i ich rodziców), jest to komicznie szczera i odświeżająco różnorodna komedia". James Poniewozik z New York Times opisał tę serię jako "aktualną, ale pozbawioną niezdarnej czasowości, feministyczną, z odświeżającym brakiem zahamowań wobec tematu, którego dotyczy. Seks w tym serialu nie stanowi "kwestii" czy problemu, ani nie jest podniecającą przynętą: To aspekt zdrowia".

## Nominacje do nagród

### MTV
2019
- Złoty Popcorn - Najlepszy pocałunek  Connor Swindells, Ncuti Gatwa
- Złoty Popcorn - Przełomowa rola  Ncuti Gatwa

### GLAAD Media
2020
- GLAAD Media - Najlepszy serial komediowy[25]